# 道の駅くじ
道の駅くじ（みちのえき くじ）は、岩手県久慈市にある国道281号の道の駅である。愛称はやませ土風館。

## 概要
2002年（平成14年）10月28日に閉店したダイエーショッピングプラザ店の建物を建て替えて2008年（平成20年）4月8日に開業した。

## 主な施設
- 駐車場
  - 普通車：48台
  - 大型車：8台
  - 身障者用 : 2台
- トイレ
  - 男：大 13器、小 7器
  - 女：15器
  - 身障者用：2器
- 公衆電話：1台
- 観光案内所
- レストラン「山海里」（10:45 - 22:00）
- 物産館「土の館」（9:00 - 21:00）
  - 産直まちなか
- 体験施設
- ATM
  - 岩手銀行/北日本銀行/盛岡信用金庫共同（岩銀幹事）
  - 東北銀行

## 休館日
- 1月1日

## アクセス
- 国道281号
  - 岩手県道124号久慈停車場線
  - 岩手県道7号久慈岩泉線
- 東日本旅客鉄道（JR東日本）八戸線・三陸鉄道リアス線：久慈駅から県道124号経由、徒歩数分
- 自治体バス のるねっとKUJI（JRバス廃止代替路線）

## 周辺
- 久慈郵便局
- 久慈市役所
  - 久慈市役所分庁舎
- 久慈市立図書館
- 久慈税務署
- 久慈市立三船十段記念館
- 久慈川
  - 久慈川河川公園
- 岩手県立久慈東高等学校
- 久慈警察署
- もぐらんぴあまちなか水族館
- 八戸久慈自動車道 久慈インターチェンジ
- あまちゃんハウス